# Grevie och Beden
Beden is een plaats (tätort) in de gemeente Staffanstorp in het Zweedse landschap Skåne en de provincie Skåne län. De plaats heeft 123 inwoners (2005) en een oppervlakte van 18 hectare. De plaats ligt ongeveer een kilometer ten zuiden van de plaats Staffanstorp, de stad Malmö ligt ongeveer vijftien kilometer ten westen van het dorp. Beden wordt vrijwel geheel omringd door landbouwgrond (vooral akkers).

## Geschiedenis
Voor 2010 was de plaats een småort met de naam Grevie. De plaats was gegroeid en per 1 januari 2010 werd ze een tätort onder de naam Grevie och Beden. 

## Verkeer en vervoer
Langs de plaats loopt de Riksväg 11.